# 薩斯達普羅沃
薩斯達普羅沃（Cista Provo）是克羅埃西亞的一個城鎮，位於達爾馬提亞地區，屬於斯普利特-達爾馬提亞縣。據2011年人口普查，這裡有人口2,335人。全鎮面積98 km2（38 sq mi）。